# Els tres dracs
Els tres dracs (títol original: Fei lung maang jeung) és una pel·lícula d'acció de Hong Kong co-dirigida per Sammo Hung. Els tres actors Jackie Chan, Sammo Hung i Yuen Biao destaquen tant per separat com en conjunt i en aquesta pel·lícula es llueixen en equip; l'experiment ja havia funcionat en "Els pirates del mar de la Xina". Ha estat doblada al català

## Argument
Johnie, un advocat, accedeix a defensar a una companyia química a qui la propietària d'una piscifactoria ha acusat de contaminar el subministrament d'aigua. Al mateix temps, l'advocat intenta adquirir la piscifactoria, però fracassa i li demana a un dels seus amics que tracti de comprar-la. Aquest s'enamora, no obstant això, de la propietària. D'altra banda, Johnie descobreix que la planta química és la tapadora d'una organització de narcotraficants.

## Repartiment
- Jackie Chan: Johnny Lung
- Sammo Hung: Luke Wong Fei-hung
- Yuen Biao: Timothy Tung Tak-Biao
- Pauline Yeung: Nancy Lee
- Yuen Wah: Hua Hsien-Wu
- Benny Urquidez: Braç dret de Hua
- Chang Ling: l'ajudant de Jackie
- Peter Chan: bandit ("no surt als credits")
- Chen Jing: comprador d'Armes
- Roy Chiao: Jutge Lo Chun-Wai
- Billy Chow: bandit